# 側田再一起COME TOGETHER演唱會
「側田再一起COME TOGETHER演唱會」（英語：JUSTIN COME TOGETHER LIVE）是香港男歌手側田的演唱會，演唱會於2025年3月29日在廣州開幕。

## 演出製作
此演唱會首站於別演唱會不一樣，首站並沒有在香港舉辦，反而是在廣州舉辦演唱會首站。主題與去年8月收官的「側田第一秒音樂會」相似。
演唱會在廣州完畢後再無舉辦消息，直至6月25日才有新聞報導演唱會的消息，並宣布將於9月27日在雲頂雲星劇場舉辦第二場。

## 售票
| 開售日期 | 開售日期 | 開售時間                          | 開售類型                   |
| -------- | -------- | --------------------------------- | -------------------------- |
| 2025年   | 2月20日  | 下午1時59分 （香港、廣州時間）    | 廣州站大麥網、貓眼公開發售 |
| 2025年   | 7月17日  | 中午12時正 （香港、馬來西亞時間） | 馬來西亞站Ticket2U公開發售 |

## 巡迴場次
| 場次 | 日期          | 國家／地區 | 城市   | 地點             | 備註 |
| ---- | ------------- | ---------- | ------ | ---------------- | ---- |
| 1    | 2025年3月29日 | 中国大陆   | 廣州   | 廣州體育館1號館  |      |
| 2    | 2025年9月27日 | 马来西亚   | 吉隆坡 | 雲頂世界雲星劇場 |      |

## 演唱歌曲
以下列表僅為2025年3月29日廣州站演唱會表演曲目，具體曲目在其他各場次可能出現變化，詳情請參閱備註。
- 大象席地而坐
- Upsidedown
- 三十日
- 男人KTV
- 走音
- 命硬
- 用動物聲音互動
- Erica
- 決戰二世袓
- 咖啡因萬歲
- Medley：開不了口 + 每天愛你多一些 + 美麗之最 + 到此為止 + Creep + Hey Jude（自彈自唱）
- 傷追人（原唱：古巨基）
- 半杯入魂
- Kong
- 羅定偉（未出新歌）
- 我有今日
- 頭條新聞
- 不經不覺
- 美麗之最（全場大合唱）
- 好人
- I Miss Love
- 情歌
- 運

Encore : 
- 活多一次
- 很想很想說再見
- Volar
- 感動